# Katarina Ewerlöf
Annette Elsa Katarina Ewerlöf (født 28. december 1959) er en svensk skuespillerinde. Hun vandt i år 2000 en Guldbagge for bedste kvindelige hovedrolle i filmen Julemanden (1999), der er instrueret af Kjell Sundvall.

## Udvalgt filmografi
- Kristoffers hus (1979, ukrediteret)
- Zonen (tv-serie, 1996)
- Svensson, Svensson (tv-serie, 1996)
- Anna Holt - Polis (tv-serie, 1996)
- Skærgårdsdoktoren (tv-serie, 1997-1998)
- Rederiet (tv-serie, 1997-2002)
- Beck (tv-serie, 1998)
- Julemanden (1999)
- Hånden på hjertet (2000)
- Paradiset (2003)
- Kommissarie Winter (tv-serie, 2004
- Kommissionen (tv-serie, 2005)
- Koffein (kortfilm, 2006)
- Irene Huss (tv-serie, 2008)
- Kommissær Speck (2010)
- Fjällbacka-mordene - Havet giver, havet tager (2013)
- Medicinen (2014)
- Black Widows (tv-serie, 2016-2017
- Trolltider - Legenden om Bergatrollet (tv-serie, 2023)